# Partherriget
Partherriget var det længst fungerende iranske imperium, og strakte sig i sin storhedstid fra Indien i øst til Syrien i Vest, og fra det Kaspiske Hav i nord til det Persiske Hav i syd.
Partherne var et iransk folk, der havde deres oprindelse sydøst for det Kaspiske Hav. Under ledelse af høvdingen Arsakes løsrev partherne sig fra det hellenistiske makedonske Seleukiderige i 250 f.Kr.; hans dynasti fik navnet Arsakiderne. I de efterfølgende århundreder blev Partherriget udvidet, indtil det nåede sin største udstrækning i 60 f.Kr.. I denne periode indtog det i mange henseender samme stormagtsrolle, som Achæmenideriget tidligere havde gjort. Romerriget ønskede at udvide østpå, og lå derfor gerne i krig med Partherne ofte med katastrofale følger, som da feltherren Crassus blev besejret i år 53 f.Kr. ved Carrhae og 25.000 soldater mistede livet, og andre 10.000 blev taget som fanger.
Partherriget organiseredes i store træk med Achæmenideriget som forbillede. Herskeren kaldte sig storkonge (kongers konge) og hofsproget var persisk, men en del af kulturen var udpræget græsk-påvirket på grund af helleniseringen under seleukiderne, og lokale græskdominerede bysamfund som for eksempel i Susa. Således var møntteksterne gennem flere århundreder skrevet på græsk, og der opførtes græske skuespil ved hoffet. Hovedstaden lå fra 120'erne f.Kr. i Ctesiphon nær det nuværende Bagdad, men kongerne rejste ofte omkring i riget, der lokalt stod under ledelse af småkonger og satrapper. I øvrigt var aristokratiets indflydelse på statsstyret betydelig. Blandt de væsentligste konger kan nævnes Mithridates I og Fraates IV.
Parterkongerne var optaget af at beskytte riget imod asiatiske nomadefolk som pressede nordøstfra, og lejlighedsvis kom det til grænsekampe mod Kina. I det 1. århundrede e.Kr. begyndte en 150 år lang krig med Rom, der formede sig som en lang række krige med afbrydelser. Udgangspunktet var som regel grænsestridigheder omkring Armenien der fungerede som stødpudestat mellem de to stormagter. Under Trajan lykkedes det romerne at erobre store dele af Partherriget efter et sejrrigt felttog, men efterfølgeren Hadrian opgav erobringerne. Trods senere romerske sejre vedblev der at herske en balance mellem de to magter. Militært lå parthernes styrke i et hurtigt kavaleri, der kunne foretage overraskelsesangreb.
Partherriget bukkede ikke under for ydre fjender, men gik langsomt i opløsning pga. indre stridigheder i 200-tallet e.Kr. Ardashir I benyttede sig af dette, og styrtede den sidste parthiske konge Artabanus IV i 226, hvorved Sassanideriget opstod.
Vor viden om den parthiske kultur i øvrigt er forholdsvis ringe, da meget synes ødelagt af sassaniderne, men også fordi den mundtlige overlevering havde en stor plads i deres kultur. Således er næsten al parthisk litteratur gået tabt, og vi er ofte henvist til romerske og armenske kilder.
33°05′37″N 44°34′51″Ø / 33.0936°N 44.5808°Ø